# Generalen (1931)
Generalen är en svensk film från 1931 baserad på Lajos Zilahys pjäs A tabornok.
Den handlar om ett ryskt par som gifter sig. Strax ärefter bryter världskriget ut och mannen måste dra i fält. Han hamnar i onåd hos en mäktig general och döms till arkebusering. När hans fru får veta detta skyndar hon sig till generalen för att be om nåd för sin man, men förälskar sig samtidigt i generalen.
Filmen premiärvisades 16 april 1931 på China i Stockholm och är tillåten från 15 år. Den spelades in vid Les Studios Paramount i Joinville Frankrike av Philip Tannura. Som förlaga har man Lajos Zilahys pjäs A tabornok som uruppfördes på Nemzeti Szinhàs i Budapest 1928. Filmen är en svensk version av den amerikanska The Virtuous Sin från 1930. Samtidigt med den svenska versionen spelades det in en tysk version med titeln Die Nacht der Entscheidung i regi av Dimitri Buchowetzki.

## Rollista
- Edvin Adolphson - Platoff, general
- Inga Tidblad - Maria Sabline
- Paul Seelig - Viktor Sabline
- Karin Swanström - Alexandra
- Nils Leander - Sobakin
- Knut Martin - Glinka
- Georg Blomstedt - Ivanoff
- Hjalmar Lundholm - Orloff
- Hjalmar Peters - Nikitin
- Hans Björnebo - Gujol
- Gunhild Lindholm - en kvinna